# Läkare med gränser
Läkare med gränser är ett ideellt nätverk för sjukvård och läkekonst, bildat 2006.
Nätverket menar att ”De starkaste utvecklingstendenserna inom svensk sjukvård de senaste decennierna handlar om att tycka synd om, kompensera och ta över ansvar.” Läkare med gränser ”vill skapa bättre balans mellan individens autonomi och läkarens expertroll. Det handlar inte om att återta ett auktoritärt förhållningssätt, utan behandla både sig själv som expert och motparten som hjälpsökande, med respekt.” Nätverket ställer sig emot vad de menar är för långtgående medikalisering av människor.
Psykiatern Åsa Kadowaki är en av initiativtagare till Läkare med gränser och anser att läkare måste träna sig i frustrationstolerans och ta del av patientens lidande utan att alltid försöka ta bort det. Läkare med gränser har tagit fram olika ramverk för att agera etiskt i yrkessituationer.
2010 släppte föreningen också en debattbok.